# Forte Coligny

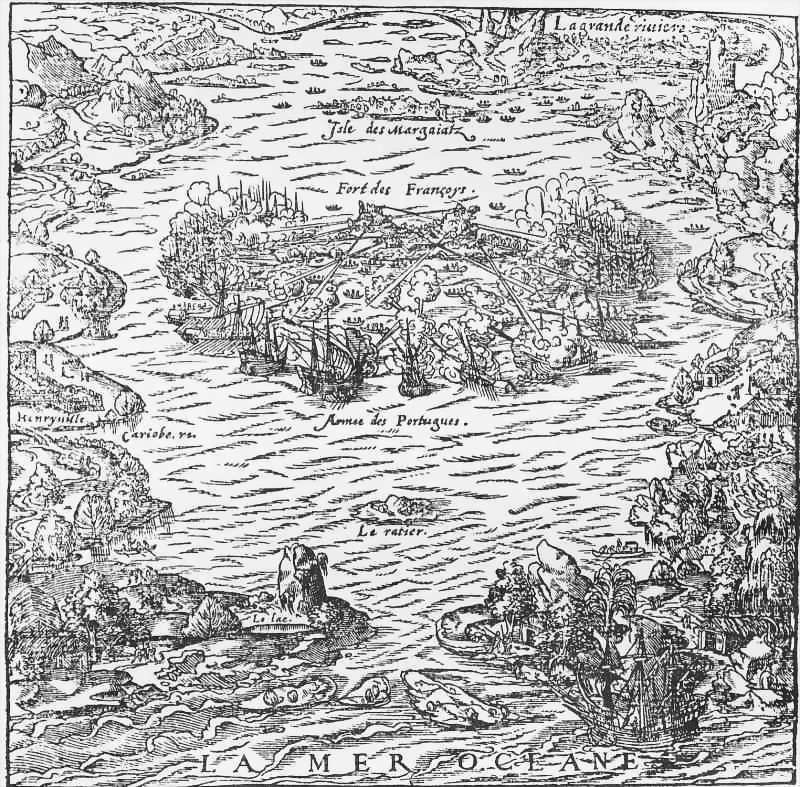
Rytina zobrazující dobývání Forte Coligny roku 1560.

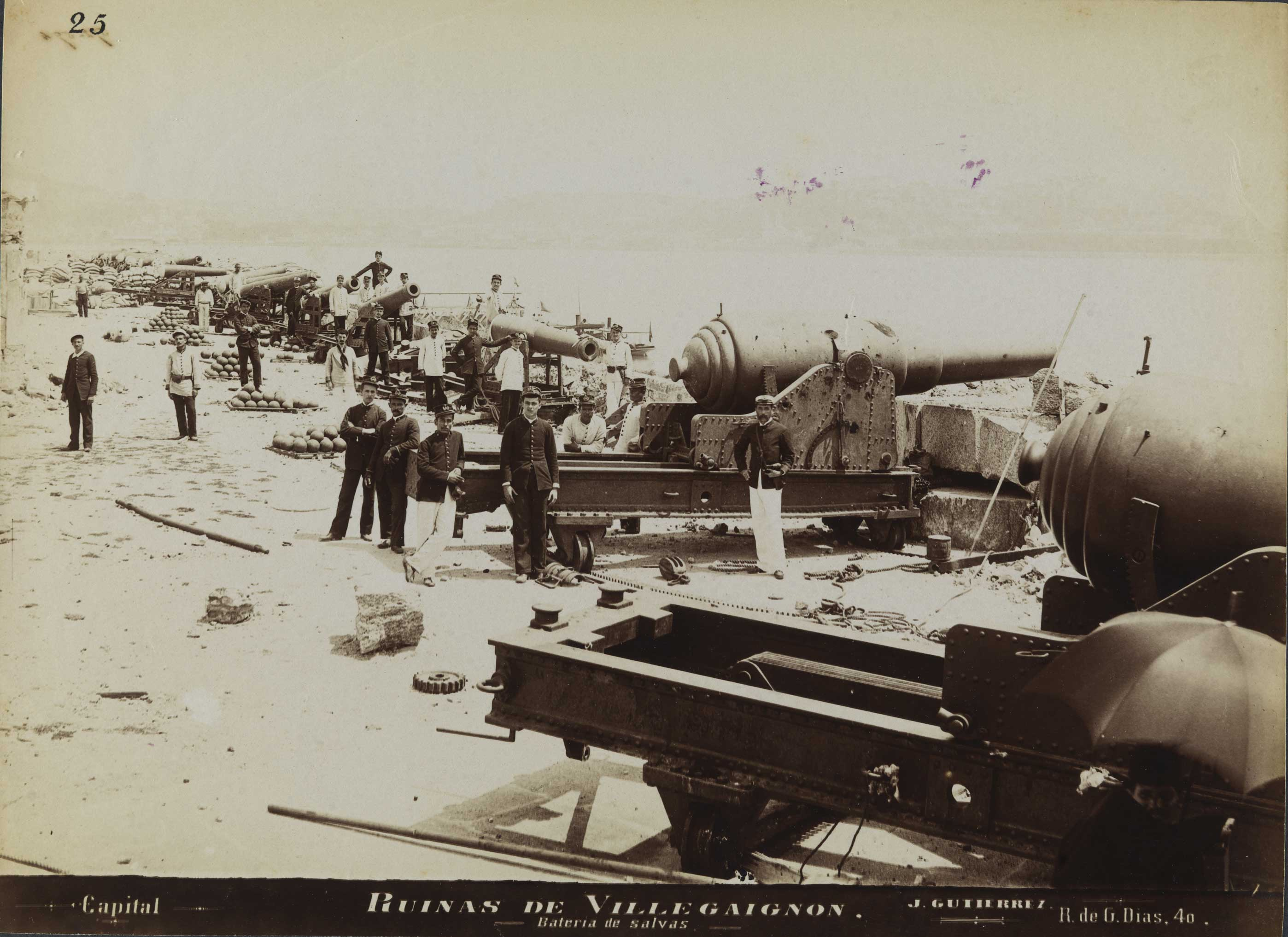
Pobřežní děla na ostrově Serigipe, 1898.

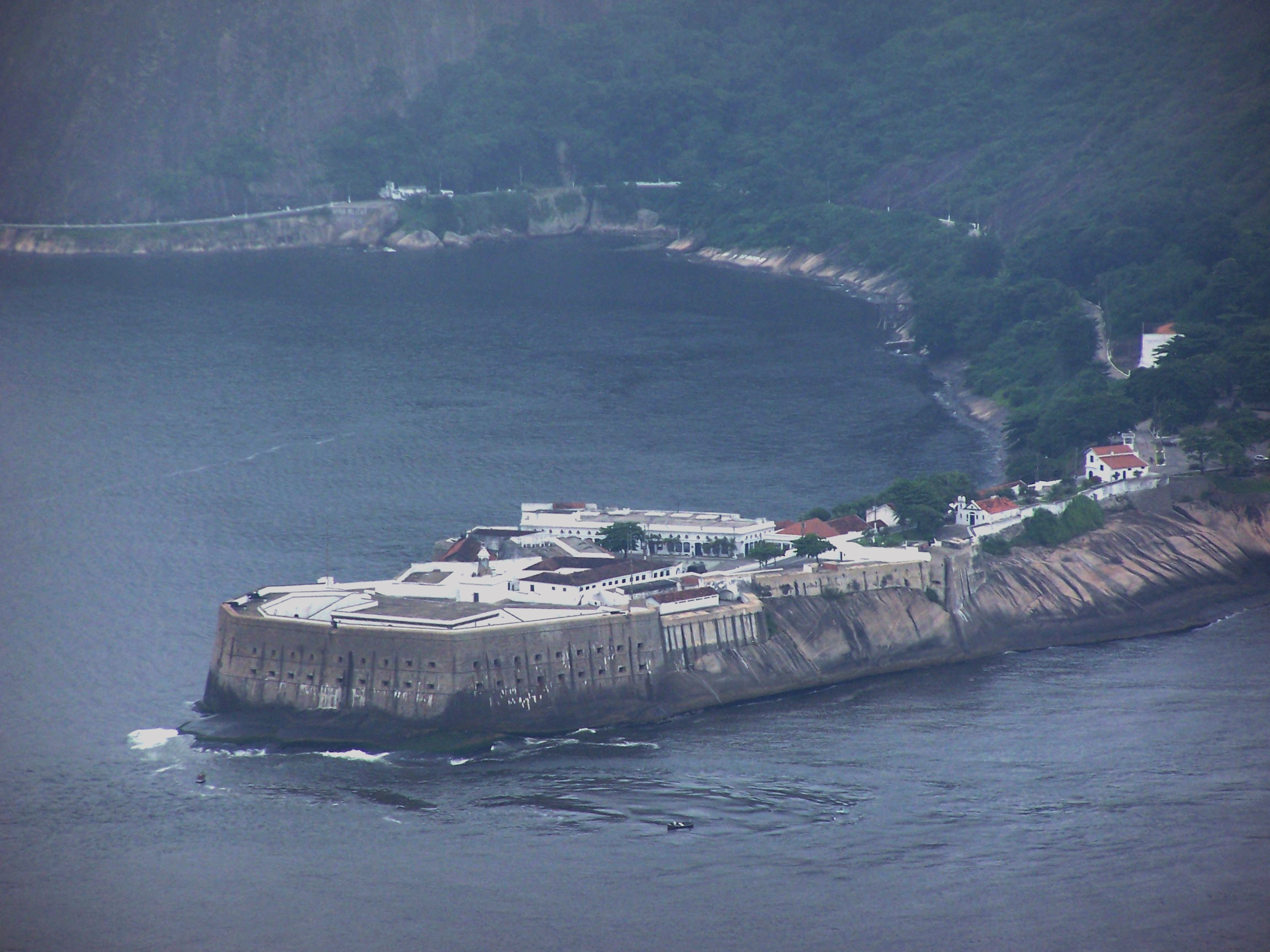
Pevnost Santa Cruz u vjezdu do zátoky Guanabara.

Fort Coligny byla pevnost, založená Francouzi pod vedením Nicolase Durand de Villegagnon na malém ostrůvku Serigipe v ústí zátoky Guanabara u Rio de Janeiro roku 1555. Šlo o součást historické události známé jako France antarctique. 
Villegagnon přijel spolu s 500 kolonisty na dvou lodích poskytnutých francouzským králem. Účelem pevnosti byla obrana proti útoku Portugalců a nepřátelských Indiánů z moře i z pevniny. Ostrůvek byl kamenitý a bez porostu. Villegagnon nazval pevnost jménem svého přítele a vůdce francouzských hugenotů admirála Gasparda de Coligny.
Pevnost začala vadit Portugalcům kolonizujícím Brazílii. Proto byla portugalským námořnictvem pod velením guvernéra Brazílie Mem de Sá při ostřelování roku 1560 zničena. 
Villegagnon tam však již nebyl, vrátil se do Evropy roku 1558. 
Po založení města Rio de Janeiro roku 1565 a vytlačení Francouzů z Brazílie roku 1567 vybudovali Portugalci na ostrůvku novou pevnost. Ta bránila vjezd do zátoky Guanabara spolu s dalšími pevnostmi Guajará a Santa Cruz na pevnině. 
Při námořní vzpouře roku 1893 byla tato nová pevnost téměř úplně zničena a došlo k jejímu postupnému rušení.
Ostrov Serigipe se dnes jmenuje Villegagnon (Ilha de Villegagnon) a je od roku 1938 domovem námořní školy.